# ラベサ・ザフェラ・アントワーヌ
ラベサ・ザフェラ・アントワーヌ（フランス語: Rabesa Zafera Antoine、1950年5月20日 - ）は、マダガスカルの植物学者、政治家。ニックネームはDanjy。

## 経歴
フランス領マダガスカルのアンツヒヒに生まれた。
ノジャン＝シュル＝マルヌとモンペリエで、熱帯地方の農業について第3期の教育を修め、クロード・ベルナール・リヨン第1大学にてDoctorat en sciences（理学博士）、パリ第6大学でPh.D.の学位を得る。さらに生理学と応用薬理学の高等教育資格を修了した。
科学教育に従事して、マジュンガ大学で教授職に就いた。環境学や植物の研究開発を講義し、学長を補佐した。また、2010年4月23日には同大学の学長に就任した。
論文34本、植物性の抗喘息薬とマダガスカル伝統の植物性化粧品の特許を有している。
フランスの学会では知られた人物であり、フランスとマダガスカルの二国間関係に貢献したことから、国家功労勲章グラントフィシエを授与されている。

### 政治
ディディエ・ラツィラカ政権で1983年から1991年まで技術開発相、2011年5月26日よりアルベール・カミーユ・ヴィタル内閣（2009年12月20日 - 2011年11月2日）で教育相に任命された。
ドイツ連邦共和国への外交ミッションにおいて大使を務めている。2009年まで、専門であるマジュンガ大学での活動と政治活動を併せて行った。
学長としては研究所、大学院の設立等の10項目の改革案を提案したが、学内の紛争を解決できず、2014年10月10日に解任される結果となった。